# Cnidoscolus multilobus
Cnidoscolus multilobus là một loài thực vật có hoa trong họ Đại kích. Loài này được (Pax) I.M.Johnst. mô tả khoa học đầu tiên năm 1923.